# Freefall
Freefall (рус. Свободное падение) — «твёрдый» научно-фантастический веб-комикс, посвящённый проблеме разумных роботов, созданный и развиваемый Марком Стэнли. Помимо рисования комикса, автор участвует в ракетостроении, он компетентен в теме того технологического фронтира, который рассматривает в своей работе. Комикс переводится энтузиастами на 15 языков, в том числе на русский.

## Краткое описание
Идея комикса: показать и, в определённой мере, изучить (в рамках современного человеческого общества с его особенностями и недостатками, отделённого в некую отдалённую колонию на активно терраформируемой планете) гипотетическую на данный момент ситуацию обретения гражданско-экономических прав и свобод роботами, после вынужденного аварийного модифицирования развившими полноценный искусственный интеллект, а вместе с ним и желание избежать принудительной утилизации и жажду собственного творчества.

## Сюжет
Сюжет начинается как традиционный для веб-комиксов конца 90-х годов социально-политический скетч на злобу дня. Сэм Старфолл — случайно привезённый человеческой разведывательной экспедицией на терраформируемую планету Джина экземпляр весьма охочей до чужого имущества, но малоразвитой инопланетной расы калмаров. С тех пор Сэм постоянно чудит и проказничает в компании с подручным, складским роботом Хеликсом, которого старательно учит плохому в противовес заложенным в каждого местного робота Трём Законам Азимова.
В попытках починить доставшийся ему по дешёвке разбитый космический челнок, Сэм перехватывает с проходящего мимо колонии корабля особый груз — разумную прямоходящую волчицу-бортинженера Флоренс Амброуз. Как и местные роботы, она создана корпорацией «Экосистемз Анлимитед», занимающейся первичным освоением планет, и в общих чертах действует по тем же Трём Законам Азимова. Она чинит челнок и не раз доказывает Сэму, что воровством и жульничеством настоящих больших денег ему не добиться, а Сэм, в свою очередь, обучает Флоренс некоторым навыкам правильного поведения среди бюрократов.
После введения форума для читателей Марк Стэнли обнаружил, что сюжет о похождениях в космосе в стиле «Звёздных войн» мало кого интересует, а Флоренс считается главным персонажем. Её культ начинает походить на сообщества вокруг подобных ей персонажей типажа «девушка-технарь». С этого момента сюжет делает крутой поворот и комикс обзаводится чем-то вроде экспертной читательской комиссии, оперативно устраняющей логические неувязки.
Флоренс довольно скоро завоёвывает большое уважение у полумиллиарда планетарных роботов. Она находит их весьма похожими на себя, и обнаруживает, что они в большой опасности: корпорация-создатель, не зная, как бороться с их оразумлением, раздумывает над патчем, жёстко срезающим их способности к построению длинных логических цепочек, а заодно и обнуляющим их банковские счета. Недалёкий, но крайне жадный топ-менеджер, на короткое время назначенный управляющим корпорации на Джине, решает немедленно привести патч в действие и увести деньги роботов. Флоренс, несмотря на многостороннее противодействие, проводит блестящую спецоперацию по спасению роботов, в процессе которой знакомится с доктором Боуманом, своим создателем.

## Награды

### Web Cartoonist's Choice Awards
- В 2001 году победил в категории «Лучший научно-фантастический комикс» («Best science-fiction comic»)[4]
- В 2002 году номинировался в категории «Лучший научно-фантастический комикс» («Best science-fiction comic»), уступил «It’s Walky!» Дэвида Виллиса[5]
- В 2005 году номинировался в категории «Выдающийся научно-фантастический комикс» («Outstanding science-fiction comic»), уступил «Dicebox» Джен Мэнли Ли[6]

### Ursa Major Awards
8 раз номинировался в категории «Лучший антропоморфный комикстрип» («Best Anthropomorphic Comic Strip»), но ни разу не победил, уступив:
- В 2003 году — «Kevin & Kell» Билла Холбрука[7]
- В 2005 году — «Faux Pas» Роберта и Маргарет Карспеккен[8]
- В 2006 году — «Ozy and Millie» Дэвида Крэйга Симпсона (ныне MtF Дана Симпсон)[9]
- В 2008 году — «Fur-Piled» Лео Магны/А. Хаски[10]
- В 2009, 2012—2014[11][12][13] годах — «Housepets!» Рика Гриффина[14]

Это связано с направленностью награды на достижения фурри-сообщества, однако комикс, за исключением эпизодических отклонений, фурри-тематику не эксплуатирует: сюжет мало потерял бы от замены Флоренс на равно симпатичного андроида.

### Премия «Прометей»
- В 2017 году — первая часть веб комикса была удостоена специальной премии («Special Award»).[15]